# Elektroteplárna Pruszków II

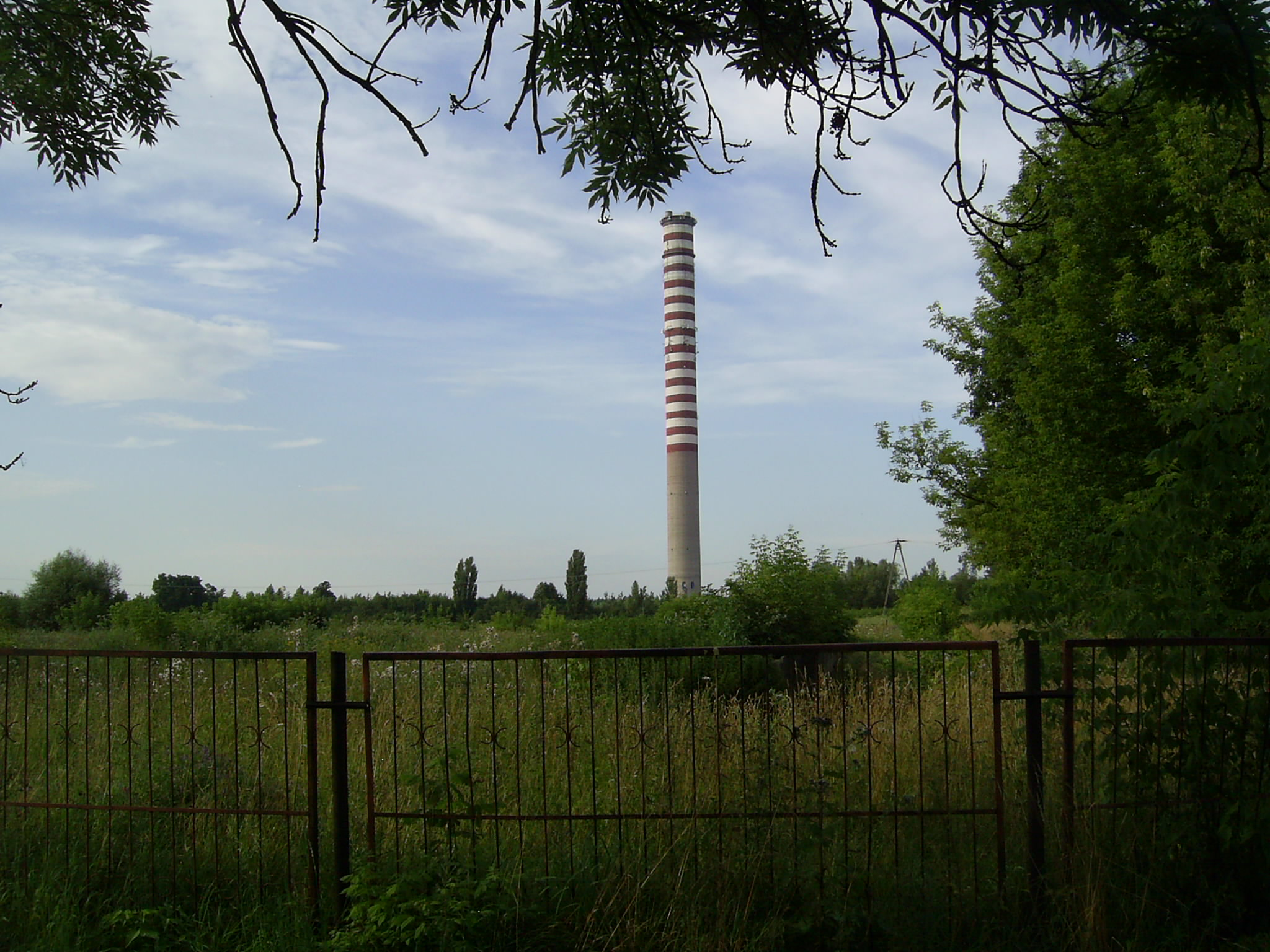
Pohled z Koszajce

Elektroteplárna Pruszków II – elektroteplárna položená ve vesnici Moszna-Wieś blízko Pruszkówa, v gmině Brwinów v Mazovském vojvodství, ve vlastnictví firmy Vattenfall Heat Poland S.A.
Elektroteplárna nebyla nikdy spuštěna a prakticky hotový objekt se pozvolna rozebírá. V roce 2004 bylo rozebráno potrubí. Do roku 2008 byly rozebrány budovy elektroteplárny, které jsou vidět na fotografii. V současné době[kdy?] se využívá pouze komín elektroteplárny o výšce 256 metrů a to jako konstrukce pod antény.
Vysílaný je odtud program rádia RMF FM o síle 120 kW s vertikální polarizací. Anténa pokrývá dosahem téměř polovinu Mazovského vojvodství a část Lodžského vojvodství.